# Acanthodactylus boskianus
Acanthodactylus boskianus là một loài thằn lằn trong họ Lacertidae. Loài này được Daudin mô tả khoa học đầu tiên năm 1802.
Đây là loài đặc hữu của Bắc Phi và Tây Á. Ba phân loài đôi khi được công nhận; A. boskianus boskianus, từ Hạ Ai Cập; A. boskianus euphraticus từ Iraq; và A. boskianus asper từ phần còn lại của phạm vi; tuy nhiên sự phân chia này không đạt yêu cầu vì mỗi phân loài có nhiều biến thể và sự khác biệt giữa chúng không nhất quán. 

## Mô tả
A. boskianus là một loài thằn lằn cỡ trung bình có chiều dài mõm đến đít trong khoảng từ 5 đến 8 cm. Con đực thường lớn hơn con cái. Bàn chân có các ngón thon dài có móng vuốt. Mặt lưng có màu xám ô liu với năm sọc đen dọc, một trong số đó phân chia ở cổ. Bề mặt bụng có màu trắng, nhưng ở con cái, phần dưới của đuôi trở nên đỏ ngầu trong mùa sinh sản. Con non có đuôi xanh.

## Phân bố và môi trường sống
A. boskianus  được tìm thấy ở Algeria, Ai Cập, Eritrea, Ethiopia, Iran, Iraq, Israel, Jordan, Kuwait, Libya, Mali, Mauritania, Nigeria, Nigeria, Oman, Ả Rập Saudi , Sudan, Syria, miền nam Thổ Nhĩ Kỳ, Tunisia và Các tiểu vương quốc Ả Rập thống nhất. Đây là một trong những thằn lằn phổ biến nhất trên hầu hết phạm vi phân bố, và được tìm thấy trong một môi trường sống đa dạng, bao gồm đồng bằng ven biển và các khu vực trồng trọt, đầm lầy, ốc đảo và wadi, thường ở các khu vực có thảm thực vật nhẹ đến vừa phải trên nền cát hoặc sỏi. 